# Aeroportul Yongzhou Lingling
Aeroportul Yongzhou Lingling (IATA: LLF, ICAO: ZGLG) este un aeroport din Lengshuitan District⁠(d), Yongzhou⁠(d), Hunan, Republica Populară Chineză ce deservește zona Yongzhou⁠(d). Aeroportul a fost tranzitat în 2022 de 57.851 de pasageri. A fost numit după zona deservită.
aeroportul dispune de o singură pistă.